# 키스 파웰
키스 파월(Keith Powell, 1979년 1월 1일 ~ )은 미국의 배우이다.
필라델피아에서 태어났다.

## 출연 작품
- 소피스 퀸세네라 (2019년)
- 퍼펙트 파트너 (2019년)
- 시럽 (2013년) - 캐머론 역
- 박물관이 살아있다 2 (2009년)

### 텔레비전
- 30 ROCK (2006-13) - 투퍼 역
- 뉴스룸 (2014)